# Voimasta ja kunniasta
Voimasta ja kunniasta (De fuerza y honor) es el segundo álbum de la banda finlandesa de folk metal Moonsorrow, publicado el 26 de noviembre de 2001 por Spinefarm Records. 

## Lista de canciones
| N.º | Título                                                                                      | Música                       | Duración |  |
| 1.  | «Tyven» (Sereno)                                                                            | Henri Sorvali                | 1:52     |  |
| 2.  | «Sankarihauta» (La tumba del guerrero)                                                      | Henri, Ville Sorvali         | 7:41     |  |
| 3.  | «Kylän Päässä» (A un pueblo de distancia)                                                   | Henri, Kaija Kokkonen, Ville | 7:38     |  |
| 4.  | «Hiidenpelto/Häpeän Hiljaiset Vedet» (Campo del diablo/Las silenciosas aguas de la infamia) | Henri, Marko Tarvonen, Ville | 9:20     |  |
| 5.  | «Aurinko ja Kuu» (El sol y la luna)                                                         | Henri, Ville                 | 8:14     |  |
| 6.  | «Sankaritarina» (El relato del guerrero)                                                    | Henri, Marko, Ville          | 13:50    |  |

## Formación
- Marko Tarvonen – percusión, timbales, guitarra de doce cuerdas, coros, aplausos
- Ville Seponpoika Sorvali – bajo, voz, aplausos
- Mitja Harvilahti – guitarra, aplausos
- Henri Urponpoika Sorvali – guitarra eléctrica, guitarra acústica, teclados, acordeón, arpa de boca, coros, aplausos
- Janne Perttilä – coro, aplausos
- Avather – aplausos
- Blastmor – aplausos

- Datos: Q2707597